# André Tudesq
André Tudesq, né à Alais le 28 janvier 1883 et mort à Saigon (Indochine) le 27 janvier 1925, est un écrivain, journaliste, et poète français. 

## Biographie
Fils de Joseph Tudesq (1845-1910), personnalité établie à Montpellier et de Marie Virginie Jallot, André Tudesq commence par publier des poèmes dans des périodiques régionaux, comme La Province, revue mensuelle de la décentralisation (Le Havre, 1900-1903). Il livre également des vers à la revue La Renaissance politique et littéraire (Paris, 1900). Fin 1902, il commence à collaborer à La Pensée, revue bimensuelle illustrée. À compter de l'été 1904, il publie des contes dans La Lanterne. En avril 1905, sort son premier recueil de poésie, intitulé La Vie et collabore à la revue La Plume, au Mercure de France et à La Revue hebdomadaire. 
Fin 1905, il entre au Petit Parisien, et commence ainsi une activité de journaliste-reporter. En 1907, il participe à la création de L'Album comique et publie chez Bernard Grasset, alors éditeur débutant, son premier livre de fiction, Les magots d'Occident. Pour le Soleil du dimanche, il signe les chroniques parlementaires sous le pseudonyme de « Catelan ». Il devient également chroniqueur à L'Intransigeant, puis à L'Action et au Siècle.
Le 1er juin 1911, il épouse Lucie Georgette Paillet dans le 6e arrondissement de Paris.
En février 1912, il fait partie des cofondateurs, en tant que gérant, de la revue Les Soirées de Paris, avec Guillaume Apollinaire, André Billy, René Dalize, et André Salmon.
La même année il devient grand-reporter pour Le Journal, quotidien où il laissa sa marque par son travail d'une grande précision, une activité qui lui permet de parcourir la planète et d'être présent sur de nombreux fronts et conflits militaires, y compris durant la Première Guerre mondiale. En 1918, le peintre William Orpen le fait figurer dans son œuvre Some Members of the Allied Press Camp, with their Press Officers (Londres, Imperial War Museum).
Le 2 octobre 1917, il épouse en secondes noces Raymonde Blanche Antoinette Banès à Neuilly-sur-Seine.
En septembre 1919, il rencontre Gabriele D'Annunzio au moment de la prise de Fiume, et de la Marcia di Ronchi qui conduira à la régence italienne du Carnaro. 
En 1921, il est nommé chevalier de la Légion d'honneur sur proposition du ministère de la Guerre.
À compter de 1922, il est envoyé en Extrême-Orient. Il couvre les événements dans les colonies françaises d'Indochine, mais aussi en Chine et au Japon. Il meurt le 27 janvier 1925 à Saïgon des suites d'une infection pulmonaire.

## Publications
- La Vie, poèmes, Paris, 1905.
- Les Magots d'Occident, Paris, B. Grasset, 1907.
- Le Harem assassiné. L'Hacienda en feu. Les Exvoto de la grand'route, Paris, Louis-Michaud, 1913.
- Les mémoires d'un "75", illustrations de Louis Comte, Paris, 1914 — lire sur Gallica.
- Les Compagnons de l'aventure : Dardanelles, Égée, Adriatique, Méditerranée, Paris-Neuchâtel, Attinger frères, 1916.
- Les Allemands peints par eux-mêmes, avec Jacques Dyssord, Paris, 1917 — lire sur Gallica.
- Notre camarade Tommy : offensives anglaises de janvier à juin 1917, avec Henry Ruffin, préf. d'Arthur Balfour, Paris, Hachette, 1917.
- La Mâchoire carrée, avec Henry Ruffin, Édimbourg, T. Nelson and Sons, 1918.
- Les Six beautés sous les arbres, chronique du Japon moderne, Paris, B. Grasset, 1923 — lire sur Gallica.

## Distinctions
- Chevalier de la Légion d'honneur (1921)